# تایموراز تیگیف
تایموراز تیگیِف (به روسی: Таймураз Тиги́ев؛ زادهٔ ۱۵ ژانویهٔ ۱۹۸۲) کشتی‌گیر پیشین اوستیایی‌تبار است که برای قزاقستان در دستهٔ سنگین‌وزن کشتی آزاد رقابت می‌کرد. او در بازی‌های المپیک ۲۰۰۸ پکن مدال نقره را کسب کرد که به دلیل تست مثبت آزمایش دوپینگ در ۲۰۱۶ مدال او پس‌گرفته‌شد. او در المپیک ۲۰۱۲ لندن هم حضور پیدا کرد که در دور اول مسابقات با باخت در برابر عبدالسلام گادیسف از روسیه از گردونهٔ رقابت‌ها حذف شد.
او برندهٔ مدال برنز بازی‌های آسیایی ۲۰۰۶ دوحه است. برادر کوچکتر او سوسلان تیگیف نیز برای ازبکستان در میادین بین‌المللی رقابت می‌کرد.